# All You Need Is Love
〈All You Need Is Love〉는 영국의 록 밴드 비틀즈의 곡이다. 1967년 사상 최초로 전 세계를 하나로 연결하여 라이브로 위성중계하는 TV 프로그램 《아워 월드》에 영국 대표로 비틀즈가 출전하게 되어 존 레논이 작곡했으며, 그 해 싱글 발표되어 US 차트와 UK 차트, 모두에서 정상에 올랐다.

## 배경
1966년, 영국 BBC 방송은 사상 최초로 전 세계를 하나로 연결하여 위성중계하는 TV 프로그램을 제작하자는 의견을 유럽 방송 연맹에 제안했다. 그 후 각국으로부터 지지를 얻어 프로그램 제작이 추진되었으며 BBC는 비틀즈에게 이 프로그램에 영국 대표로 출전해 줄 것을 부탁했다. 1967년 5월 18일, BBC는 비틀즈가 《아워 월드》에 출연한다고 공식적으로 발표했다. 《아워 월드》란 타이틀의 이 프로그램은 5대륙을 연결, "서로 하나가 되자'고 하는 인류 화합을 제작 의도로 삼았다.

## 작곡 및 녹음
1967년 6월 25일, 전 세계 31개국에 중계가 될 《아워 월드》를 위해 비틀즈는 모두가 속에 담긴 메시지를 이해할 수 있는 신곡 만들기에 착수했다. 그리고 인류 화합 메시지를 전달하기에 적합하다는 판단하에 〈All You Need Is Love〉를 최종 선택했다. 미국 구축함이 북베트남 어뢰정으로부터 공격받은 것을 기회삼아 의회로부터 자유 개입 권한을 위임받은 린든 존슨 대통령은 1964년 8월 북베트남 통킹만 폭격을 최종 승인한다. 그것을 시작으로 확산일로를 치닫고 있던 베트남 전쟁은 1967년 여름에 최절정에 올랐으며 그에 못지 않게 평화주의자들의 반전 운동도 전 세계적으로 거세게 전개되고 있었다. 이러한 시기에 〈All You Need Is Love〉에 담긴 사랑의 메시지는 모든 이들의 가슴속 깊이 파고들기에 충분한 위력을 갖고 있었다.
6월 25일의 위성중계는 실제 애비 로드 스튜디오에서 비틀즈가 녹음하는 장면을 연출하는 것이었다. 이날의 방송을 위해 비틀즈는 6월 14일과 6월 19일에 걸쳐 리듬 트랙을 녹음했다. 6월 14일에는 레논이 하프시코드를, 매카트니가 더블 베이스를, 해리슨이 바이올린(이전에 그는 이 악기를 연주해보지 않았다)을, 그리고 링고가 드럼을 연주했다. 그 후 며칠 간은 보컬, 피아노(조지 마틴의 연주), 밴조(레논의 연주), 기타, 관현악 파트 등을 오버더빙했으며, 위성중계를 하루 앞둔 24일에는 〈All You Need Is Love〉를 다음 발표할 싱글로 결정내린다. 녹음된 리듬 트랙 이외에 보컬, 매카트니의 베이스, 해리슨의 리드 기타, 링고의 드럼 및 13인조 오케스트라의 연주는 라이브로 방송하기로 되어 있었다. 드디어 1967년 6월 25일, 오후 9시 36분(영국시간), 전 세계 3억 5000만 명이 지켜보는 가운데 비틀즈의  〈All You Need Is Love〉가 전파를 타고 전 세계에 울려 퍼졌다. 125분 동안 라이브로 방송된 《아워 월드》는 본래 31개국에 위성 중계될 예정이었으나 방송 며칠전 소련을 위시한 동구권  7개국이 뚜렷한 이유없이 계획을 취소해 버려 24개국에만 방송되었다. 이날 방송에 참여한 국가는 호주, 오스트리아, 캐나다, 프랑스, 이탈리아, 멕시코, 스웨덴, 미국, 서독, 스위스와 아시아 국가로는 유일하게 일본 등 총 24개국이었다.
이날 방송에는 믹 재거, 마리안 페이스풀, 에릭 크랩튼과 같은 유명 연예인들도 대거 초대되어 비틀즈 주위에 앉아서 풍선을 들고 플래카드를 흔들거나 합창에 참여하는 등 파티를 벌이는 분위기와 같이 진행되었다. 조지 마틴은 프랑스 국가인 〈라 마르세예즈〉로 팡파르를 울리며 노래의 시작을 알렸으며 글렌 밀러의 〈In The Mood〉, 바흐의 음악, 영국의 전통 민요 〈그린슬리브즈〉 등으로 곡의 대미를 장식하여 인류가 하나로 화합하는 역사적인 순간을 더욱 강조했다. 방송이 끝난 후 비틀즈는 스튜디에 남아서 존의 보컬 트랙을 다시 녹음했으며, 다음날 곡의 시작부에 링고의 드럼 연주를 추가하여 곡을 완성했다. 이렇게 완성된 곡은 1967년 7월 7일, 〈Baby, You're A Rich Man〉을 B 사이드로 하여 싱글 발표되었고 크게 히트했다.
1971년 〈Give Peace a Chance〉, 〈Power to the People〉 같은 곡이 선전용이 아닌지를 물었을 때, 레논은 이렇게 답했다. "그럼요. 그러니, 우리가 필요한 것은 사랑 뿐이에요(All You Need Is Love). 전 혁명적 아티스트입니다. 제 예술은 변혁을 가져오기 위해 만들어졌어요." 《비틀즈 앤솔로지》 인터뷰에서 매카트니와 해리슨은 〈All You Need Is Love〉가 링고와 조지 마틴의 말처럼 《아워 월드》를 위해 쓴 것인지의 여부는 확실하지 않다고 말했다. 매카트니가 질문에 이렇게 대답했다. "저는 그게 방송을 위해 쓰였다고는 생각하지 않아요. 하지만 우리가 쓴 곡인 건 맞아요... 우리가 방송에 선보이니 딱 맞아 떨어졌다는 것은 확실하죠. 그래도 전 이 곡이 존이 별개로 떠올린 곡 중 하나일 것이라는 생각이 들어요." 비틀즈의 매니저 브라이언 엡스타인은 이렇게 말했다. "그건 영감으로 쓰인 곡이었고, 그들은 간절히 세상에 메시지를 전달하고 싶어했어요." "이 노래의 좋은 점 중 하나는 잘못 해석될 여지가 없다는 것이었죠. 사랑은 모두의 것이라는 명확한 메시지를 노래했어요." 저널리스트 제드 라이트는 이렇게 말했다. "존은 사람들을 단결시키고 선전 활동에 벗어나 예술 창작의 두려움을 없애주는 구호의 힘에 사로잡혔습니다."

## 발매 및 반응
《아워 월드》의 위성중계를 하루 앞두고 다음 발표할 싱글로 예정되었던 〈All You Need Is Love〉는 1967년 7월 7일 영국에서 〈Baby, You're a Rich Man〉을 B 사이드로 하여 싱글 발표됐고 UK 차트에서 3주간 1위에 올랐다. UK 차트 1위에 도달한 후 US 차트에서도 1위에 올라 비슷한 성공을 거두었다. 《롤링 스톤》의 게빈 에드워즈는 "〈All You Need Is Love〉가 전 세계적으로 넘버 원을 기록했으며, 단순하고 심오한 감정으로 《사랑의 여름》(1967년 여름, 미국을 중심으로 일어난 문화, 정치적 주장을 수반하는 사회 현상)을 위한 노래 가사를 선보였다"는 기사를 다뤘다. 이 싱글은 1967년 9월 11일 미국 음반 산업 협회에 의해 골드로 인증되었다.
2001년, 영국의 음악 저널리스트 피터 도겟은 《아워 월드》에서의 비틀즈 공연이 《사랑의 여름》에 가장 강한 시각적 인상을 남겼다고 말했다. 워맥은 그것을 "《플라워 파워》(사랑과 평화, 반전을 부르짖던 1960-70년대의 청년 문화)의 최고의 순간"이라고 표현한다. 《롤링 스톤 역사상 가장 위대한 노래 500곡》 순위에서는 362위(2004년판), 370위(2010년판)를 기록했고, 《롤링스톤 가장 위대한 비틀즈 노래 100곡》 순위에서는 21위(2011년판)를 기록했다. 《모조 가장 위대한 비틀즈 노래 101곡》 순위에서는 28위(2006년판)를 기록했다.
이 곡은 1967년 11월 발매된 미국 캐피틀 레코드의 편집반 《Magical Mystery Tour》에도 수록됐고, 비틀즈 멤버들이 캐릭터로 등장하고 비틀즈의 음악들이 테마로 사용된 1968년 애니메이션 영화 《노란 잠수함》의 테마로 사용되며 동명 사운드트랙 《Yellow Submarine》과 1999년의 편집반 사운드트랙 《Yellow Submarine Songtrack》에도 수록됐다. 애니메이션 영화 《노란 잠수함》에서는 레논이 데드풀 플라잉 글로브에게 "Love"라는 단어를 던짐으로써 블루 미니를 물리치는 장면에서 이 곡이 연주된다.

## 커버
- 1971년, 피프스 디멘션
- 1982년, 뉴 무직
- 1984년, 에코 앤 더 버니멘
- 1985년, 엘비스 코스텔로
- 1987년, 에디 샤콘
- 1990년, 티어스 포 피어스
- 1991년, 애니씽 박스
- 1993년, 톰 존스
- 1993년, 페란테 앤 테이쳐
- 1998년, 언데드
- 2003년, 린든 데이비드 홀
- 2006년, 나다 서프
- 2006년, 무한도전
- 2007년, 다나 퍼치스 & 짐 스털게스
- 2008년, 비탈리카

- 2009년, 노엘 갤러거
- 2009년, 야라 샤히디
- 2009년, 짙은 & 란 & 아이유
- 2010년, 딘 브라운
- 2010년, 원 디렉션
- 2010년, 토키 아사코
- 2010년, 인피니트 (성규, 우현)
- 2012년, 재팬 유나이티드 위드 뮤직
- 2012년, 레몬
- 2012년, 제이레빗
- 2013년, 플레이밍 립스
- 2014년, 하동균
- 2014년, 이수영 & 장재인 & 노을 & 유리상자
- 2015년, 레이 모리스
- 2015년, 데이브 코즈

- 2015년, 멜로디데이
- 2015년, 조애란 & 조소정
- 2015년, 타틀즈
- 2015년, 다이아
- 2015년, 누나즈
- 2016년, 잔나비
- 2016년, 김태우 & 키스
- 2016년, 박새별
- 2017년, 정유리
- 2017년, 성해빈
- 2018년, 시네마틱 재즈 오케스트라

## 참여 인원
이언 맥도널드 제공
비틀즈
- 존 레논 – 리드 및 백 보컬, 하프시코드, 밴조
- 폴 매카트니 – 베이스, 더블 베이스, 백 보컬
- 조지 해리슨 – 리드 기타, 바이올린, 백 보컬
- 링고 스타 – 드럼

추가 음악가
- 조지 마틴 – 피아노, 관현악 편곡, 제작
- 데이비드 맨슨 – 피콜로 트럼펫
- 미기재 세션 뮤지션 (페트릭 홀링 지도) – 현악 섹션,[18] 마이크 비커스의 베이스, 목관 악기
- 믹 재거, 키스 리처즈, 키스 문, 그레이엄 내시, 에릭 클랩턴, 마리안 페이스풀, 마이크 맥기어, 제인 애셔, 패티 보이드 등 – 백 보컬, 탬버린, 박수

## 차트와 판매량
| 차트 (1967)                      | 최고 순위 |
| -------------------------------- | --------- |
| 호주 (켄트 뮤직 리포트)          | 1         |
| 오스트리아 (Ö3 오스트리아 탑 40) | 1         |
| 벨기에 (울트라탑 50 플랑드르)    | 4         |
| 캐나다 RPM 100                   | 1         |
| 독일 (미디어 컨트롤 AG)          | 1         |
| 아이리시 싱글 차트               | 1         |
| 이탈리아 (FIMI)                  | 10        |
| 네덜란드 (네덜란드스 탑 40)      | 1         |
| 네덜란드 (싱글 톱 100)           | 1         |
| 노르웨이 (VG-리스타)             | 1         |
| 영국 (오피셜 차트 컴퍼니)        | 1         |
| 미국 빌보드 핫 100               | 1         |
| 미국 캐쉬박스 탑 100             | 1         |

| 차트 (1987) (재발매)      | 최고 순위 |
| ------------------------- | --------- |
| 아이리쉬 싱글 차트        | 19        |
| 영국 (오피셜 차트 컴퍼니) | 47        |

| 차트 (1967)    | 순위 |
| -------------- | ---- |
| 캐나다         | 3    |
| 미국 빌보드    | 30   |
| 미국 캐쉬 박스 | 43   |

| 국가                       | 인증 | 판매량/출하량 |
| -------------------------- | ---- | ------------- |
| 미국 (RIAA)                | 골드 | 1,000,000^    |
| ^출하량을 기반으로 한 인증 |      |               |